# Cycloramphus dubius
Cycloramphus dubius är en groddjursart som först beskrevs av Miranda-Ribeiro 1920.  Cycloramphus dubius ingår i släktet Cycloramphus och familjen Cycloramphidae. IUCN kategoriserar arten globalt som livskraftig. Inga underarter finns listade i Catalogue of Life.